# Ori (Stargate)

Un Ori în formă ascendentă

Ori sunt o rasă imaginară de ființe ascendente (înălțate) din universul Stargate care și-au folosit cunoștințele și puterea ca justificare a cererii lor să fie venerați ca zei de către ființele muritoare. 
Ei au apărut pentru prima dată în sezonul nouă din serialul Stargate SG-1, înlocuind Goa'uld ca principalii antagoniști. În timp ce Goa'uld se bazează pe tehnologia furată de la alte civilizații pentru a se da drept zei, Ori au abilități paranormale, de asemenea și o tehnologie foarte avansată. Ca ființe înălțate, ei trăiesc pe un plan superior al existenței, cu mare puteri și cunoștințe și sunt aproape de a fi zei.